# 沖縄県立北山高等学校
沖縄県立北山高等学校（おきなわけんりつ ほくざんこうとうがっこう）は、沖縄県国頭郡今帰仁村仲尾次にある県立高等学校。

## 設置学科
- 全日制課程
  - 普通科
  - 理数科

## 沿革
- 1948年（昭和23年） - 名護高等学校の前身の田井等高等学校から分離独立し開校。
- 1992年（平成4年） - 理数科を設置。
- 2014年（平成26年） - アメリカ合衆国ジョージア州のミルトン高校と姉妹校提携[1]。

## 部活動

### 体育系
- 陸上
- 駅伝
- バスケットボール
- サッカー
- ソフトテニス
- ホッケー
- 野球
- 女子バレー同好会

### 文化系
- 吹奏楽
- 演劇
- 放送
- ボランティア
- 生物
- ハワイアンフラ
- 軽音楽
- 家庭クラブ

## 著名な出身者
- 上原康助 - 元沖縄開発庁長官
- 具志堅興清 - 三段跳選手、ミュンヘンオリンピック日本代表
- 目取真俊 - 芥川賞作家
- 北山亭メンソーレ - 落語家
- 平良拳太郎 - プロ野球選手